# Ernst von Siemens Muziekprijs
De Ernst von Siemens Muziekprijs is een internationale prijs die jaarlijks wordt toegekend aan een persoon die zich verdienstelijk heeft gemaakt op het gebied van klassieke muziek. De grootindustrieel Ernst von Siemens, een groot liefhebber van klassieke muziek, riep in 1973 als erelid van de Bayerische Akademie der Schönen Künste de naar hem genoemde prijs in het leven.
De Ernst von Siemensprijs behoort tot de belangrijkste onderscheidingen op het gebied van de muziek en wordt wel de 'Nobelprijs van de muziek' genoemd. De prijs werd pas in 2008 voor het eerst aan een vrouw is toegekend. Aan de prijs is een bedrag van 200.000 euro verbonden.

## Winnaars
- 2022 Olga Neuwirth (1968) - Oostenrijks componist
- 2021 Georges Aperghis (1945) - Grieks componist
- 2020 Tabea Zimmermann (1966) - Duitse altvioliste
- 2019 Rebecca Saunders (1967) - Brits componist
- 2018 Beat Furrer (1954) - Oostenrijks componist
- 2017 Pierre-Laurent Aimard (1957) - Frans pianist
- 2016 Per Nørgård (1932) - Deens componist en muziekpedagoog
- 2015 Christoph Eschenbach (1940) - Duits pianist en dirigent
- 2014 Peter Gülke (1934) - Duits dirigent
- 2013 Mariss Jansons (1943-2019) - Lets dirigent
- 2012 Friedrich Cerha (1926) - Oostenrijks componist en dirigent
- 2011 Aribert Reimann (1936) - Duits componist en pianist
- 2010 Michael Gielen (1927-2019) - Oostenrijks dirigent en componist
- 2009 Klaus Huber (1924-2017) - Zwitsers componist
- 2008 Anne-Sophie Mutter (1963) - Duits violiste
- 2007 Brian Ferneyhough (1943) - Engels componist
- 2006 Daniel Barenboim (1942) - Argentijns-Israëlisch pianist en dirigent
- 2005 Henri Dutilleux (1916-2013) - Frans componist en muziekpedagoog
- 2004 Alfred Brendel (1931-2025) - Oostenrijks pianist
- 2003 Wolfgang Rihm (1952-2024) - Duits componist en musicoloog
- 2002 Nikolaus Harnoncourt (1929-2016) - Oostenrijks cellist en dirigent
- 2001 Reinhold Brinkmann  (1934-2010) - Duits musicoloog
- 2000 Mauricio Kagel (1931-2008) - Argentijns-Duitse componist, dirigent, librettist en regisseur
- 1999 Arditti Quartett - strijkkwartet
- 1998 György Kurtág (1926) - Hongaars componist
- 1997 Helmut Lachenmann (1935) - Duits componist
- 1996 Maurizio Pollini (1942-2024) - Italiaanse pianist en dirigent
- 1995 Harrison Birtwistle (1934-2022) - Engels componist
- 1994 Claudio Abbado (1933-2014) - Italiaans dirigent
- 1993 György Ligeti (1923-2006) - Hongaars-Oostenrijks componist
- 1992 H. C. Robbins Landon (1926-2009) - Amerikaans musicoloog
- 1991 Heinz Holliger (1939) - Zwitsers hoboïst, fluitist, componist en dirigent
- 1990 Hans Werner Henze (1926-2012) - Duits componist, muziekpedagoog en musicoloog
- 1989 Luciano Berio (1925-2003) - Italiaans componist
- 1988 Peter Schreier (1935) - Duits tenor en dirigent
- 1987 Leonard Bernstein (1918-1990) - Amerikaanse componist, dirigent en pianist
- 1986 Karlheinz Stockhausen (1928-2007) - Duits componist
- 1985 Andrés Segovia (1893-1987) - Spaans gitarist
- 1984 Yehudi Menuhin (1916-1999) - Amerikaans (later Britse) violist en dirigent
- 1983 Witold Lutosławski (1913-1994) - Pools componist
- 1982 Gidon Kremer (1947) - Lets violist en dirigent
- 1981 Elliott Carter (1908-2012) - Amerikaans componist
- 1980 Dietrich Fischer-Dieskau (1925-2012) - Duits zanger en musicoloog
- 1979 Pierre Boulez (1925-2016) - Frans componist en dirigent
- 1978 Rudolf Serkin (1903-1991) - Oostenrijks pianist
- 1977 Herbert von Karajan (1908-1989) - Oostenrijks dirigent
- 1976 Mstislav Rostropovitsj (1927-2007) - Russisch-Amerikaans cellist en dirigent
- 1975 Olivier Messiaen (1908-1992) - Frans componist en organist
- 1974 Benjamin Britten (1913-1976) - Engels componist en pianist